# واچیک مانگاساریان
واچیک مانگاساریان که به «واچه» شهرت داشت (زاده ۱۹۴۳ - درگذشته ۲۴ ژانویه ۲۰۲۲) وی بازیگر ارمنی‌تبار ایرانی-آمریکایی بود که سابقه بازی در فیلم‌های سینمایی و تلویزیونی متعددی را در کارنامه حرفه‌ای خود داشت. از مجموعه تلویزیونی‌های شاخص واچیک مانگاساریان در سال‌های اخیر می‌توان به «ان‌سی‌آی: لس آنجلس»، «هوش»، و «مأموران شیلد» اشاره کرد.

## زندگی
مانگاساریان در سال ۱۹۴۳ میلادی در یک خانواده ارمنی در ایران متولد شد. او در اواسط دهه ۱۹۶۰ میلادی به ایالات متحده آمریکا مهاجرت کرد و به عنوان بازیگر در عرصه هنرهای نمایشی مشغول به کار شد. او به ایران نیز سفر می‌کرد و در آثار برخی کارگردان‌های این کشور از جمله ساموئل خاچیکیان به هنرنمایی پرداخت.
واچیک مانگاساریان، نخستین نقش سینمایی خود را در سال ۱۹۷۸ بدست آورد و در فیلم «کوسه جنوب» بازی کرد. او در دهه هشتاد میلادی به عنوان بازیگر مهمان در بسیاری از سریال‌های عامه‌پسند آمریکایی بازی کرد و به تدریج به یکی از هنرمندان پرکار در هالیوود تبدیل شد.
وی در طول فعالیت‌های هنری خود در تعدادی از فیلم‌های مرتبط با ایران، از جمله «مهمانان هتل آستوریا» به کارگردانی رضا علامه‌زاده، «سنگسار ثریا میم» ساخته سیروس نورسته، یا «بهای آزادی» به کارگردانی ساموئل دنیلز بازی کرد.
مانگاساریان علاوه بر بازیگری، مجری برنامه‌های رادیویی و تلویزیونی مختلفی بود که در جنوب کالیفرنیا پخش می‌شد و طرفداران زیادی به ویژه در میان ارامنه ساکن این منطقه داشت. وی در ایران نیز در کنار رافی خاچاطوریان مجری برنامه «زنگ تفریح» در تلویزیون ملی ایران بود.

## درگذشت
در ۲۴ ژانویه ۲۰۲۲ به علت عوارض ابتلا به کووید ۱۹ در سن ۷۸ سالگی در لس آنجلس درگذشت.

## نظرات
رضا علامه‌زاده نوشت: 
بازیگر برجسته واچیک مانگاساریان معروف به «واچه» دوست‌دارانش را تنها گذاشت. شانس همکاری با او را در فیلم «مهمانان هتل آستوریا» داشتم که با بازی روانش، کاراکتر زائیده ذهنم، آقای طباطبایی را به زیبایی زنده کرد. با تسلیتی از صمیم قلب به خانواده او و جامعه هنری، کلیپی کوتاه از بازی او در برخی صحنه‌های فیلم یاد شده را در این‌جا می‌آورم تا دریغم را از دست دادنش به زبانی که می‌شناسم- زبان تصویر- بیان کرده باشم.»

مری آپیک دربارهٔ او گفت: 
«یک دوست، و همکار خوب را از دست دادیم. واچیک، یک انسان دوست‌داشتنی واقعی، و یک بازیگر بزرگ بود. تجربیات به یادماندنی از همکاری با او در پروژه‌های مختلف دارم. از طرف خود و مادرم آپیک یوسفیان، صمیمانه به دوستان و خانواده او تسلیت می‌گویم. واچیک جان، دلمان برایت تنگ می‌شود.»

## فیلمشناسی
| عنوان مجموعه                       | سال       | نقش | توضیحات                                                                          |
| ---------------------------------- | --------- | --- | -------------------------------------------------------------------------------- |
| ان‌سی‌آی‌اس: لس آنجلس                 | ۲۰۱۰–۲۰۱۹ |     | مجموعه تلویزیونی / دو قسمت                                                       |
| مأموران شیلد                       | ۲۰۱۳      |     |                                                                                  |
| روان‌کاو (مجموعه تلویزیونی)         | ۲۰۰۹      |     |                                                                                  |
| رکسانا                             | ۲۰۱۸      |     | -… رکسانا جدیدترین فیلم مری آپیک … مری آپیک ستاره سرشناس سینما، تئاتر و تلویزیون |
| سنگسار ثریا م.                     |           |     |                                                                                  |
| کوسه جنوب (فیلم سینمایی)           | ۱۹۷۶      |     |                                                                                  |
| مهمانان هتل آستوریا (فیلم سینمایی) | ۱۹۸۹      |     |                                                                                  |
| گمشده و پیداشده در ارمنستان        |           |     |                                                                                  |
| کلاغ                               |           |     |                                                                                  |